# 色見村
色見村（しきみむら）は、熊本県阿蘇郡にあった村。

## 歴史
- 1889年（明治22年）4月1日 - 町村制の施行により、色見村、上色見村が合併し成立。
- 1955年（昭和30年）4月1日 - 高森町・草部村と合併して高森町が発足。同日色見村廃止。